# Herman Herforth
Herman Ludvig Herforth (født 7. september 1851 i København, død 30. maj 1908 sammesteds) var en dansk grosserer.
Herforth var søn af overretsprokurator Christian Herforth og Christiane Johanne f. Rée. Ligesom sin lillebror, grosserer Joseph Herforth, var Herforth interesseret i handelsfaget og udså i skrædderfaget en god forretning. I 1879 blev han medejer af den kongelige hof-herreekviperingsforretning på Amagertorv 14, Schottländer & Goldschmidt, som var den ældste herreudstyrsforretning i København. Da hans kompagnon trak sig tilbage i 1882, overtog Herforth den øverste ledelse, hvorefter firmanavnet Herforth & Co. antoges. Han betjente et trofast og velhavende publikum, som først og fremmest bestod af unge adelige. Alligevel blev Herforth hurtigt kendt som en meget dyr og snobbet manufakturhandler. 
I slutningen af 1800-tallet var Herforth en kendt personlighed i København, som i offentligheden ofte var genstand for fascination og spot: Byens dyreste og fineste Skrædder, selv den eleganteste og mest ulastelige Gentleman i sin Fremtræden, paa samme Tid korrekt og ultra-moderne fra Hatteskyggen til de blinkende Laksnuder, parfumeret, friseret, duftende, med Tøjet straalende nyt og Linnedet knirkende af Stivelse - saaledes var Herforth. Man tegnede et billede af en overdrevent elegant mand, som sommetider satte sin egen smag over andres. På den anden side forstod Herforth at følge tidens mode og blev en foregangsmand inden for herremode, hvilket tiltalte den eksklusive kundekreds. 
Herforth giftede sig i 1884 med Louise Antoinette f. Larsen, datter af Frederik Larsen, ejer af Hotel Royal i Aarhus. 